# Poilley (Manche)
Poilley – miejscowość i gmina we Francji, w regionie Normandia, w departamencie Manche.
Według danych na rok 1990 gminę zamieszkiwały 663 osoby, a gęstość zaludnienia wynosiła 52 osoby/km² (wśród 1815 gmin Dolnej Normandii Poilley plasuje się na 340. miejscu pod względem liczby ludności, natomiast pod względem powierzchni na miejscu 340.).